# Bosco Polverino
Bosco Polverino este o arie protejată (arie specială de conservare — SAC, sit de importanță comunitară — SCI) din Italia întinsă pe o suprafață de 108 ha, integral pe uscat.

## Localizare
Centrul sitului Bosco Polverino este situat la coordonatele 41°26′17″N 13°11′07″E / 41.438056°N 13.185278°E.

## Înființare
Situl Bosco Polverino a fost declarat sit de importanță comunitară în iunie 1995 pentru a proteja 1 specie de animale. Situl a fost protejat și ca arie specială de conservare în decembrie 2016.

## Biodiversitate
Situată în ecoregiunea mediteraneană, aria protejată conține 3 habitate naturale: Păduri de Quercus suber, Pseudostepă cu ierburi și specii anuale de Thero-Brachypodietea, Păduri de Quercus ilex și Quercus rotundifolia.
La baza desemnării sitului se află o specie protejată de  reptile: șarpele cu patru dungi (Elaphe quatuorlineata).
Pe lângă speciile protejate, pe teritoriul sitului au mai fost identificate 8 specii de plante.